# 최고의 요리 비결
《최고의 요리 비결》은 2000년 10월 2일부터 2023년 2월 24일까지 23년 동안 EBS 1TV에서 방영했던 요리 관련 프로그램이다.

## 개요
- 요리의 대가가 출연하여 평소에 즐겨 먹는 장, 찌개, 김치 등 기본 음식의 제조비법을 체계적으로 알려준다. 주부가 TV만 보고도 따라서 할 수 있도록 체계적이고 순차적으로 진행한다.
- 5회 분량(월~금)은 그날마다 게스트로 나오는 선생님이 요리하고 금요일만 MC 황광희와 함께하는 요리시간을 갖는 것이 특징이다. 총 30분 분량으로 보통의 진행 방식은 MC와 요리를 만들어 줄 선생님이 1명 출연하여 보통 2가지 종류의 음식을 만들고 난 후, MC가 맛을 보며 짤막한 감상을 말하는 것으로 종료되며 종합편+재방송은 낮 12시부터 시작하여 월~금 분량으로 방송을 한다.
- 다른 지상파의 아침 방송에도 요리 레시피를 소개하는 코너가 있고 CJ 계열의 방송사에서 런칭한 요리 프로그램들이 있지만, 현재 단독 편성된 프로그램 중에서는 역사가 가장 길고 유명한 요리 프로그램이기도 하다.

## 역대 진행자
- 제1대 김혜영 : 2000년 10월 2일 ~ 2002년 10월 18일 (2년)
- 제2대 황현정 : 2002년 10월 21일 ~ 2004년 2월 21일 (1년 4개월)
- 제3대 임호 : 2004년 3월 1일 ~ 9월 3일 (6개월)
- 제4대 정애리 : 2004년 9월 6일 ~ 2005년 2월 25일 (5개월)
- 제5대 정지영 : 2005년 2월 28일 ~ 2006년 8월 25일 (1년 5개월)
- 제6대 김지호 : 2006년 8월 28일 ~ 2007년 8월 31일 (1년)
- 제7대 명세빈 : 2007년 9월 3일 ~ 2008년 2월 22일 (5개월)
- 제8대 박수홍 : 2008년 2월 25일 ~ 2012년 2월 24일 (4년)
- 제9대 윤형빈 : 2012년 2월 27일 ~ 2015년 2월 27일 (3년)
- 제10대 황광희 : 2015년 3월 2일 ~ 2017년 1월 27일 (1년 10개월)
- 제11대 이특 : 2017년 1월 30일 ~ 2020년 7월 31일 (3년 6개월)
- 제12대 김동완 : 2020년 8월 24일 ~ 2022년 2월 25일 (1년 6개월)
- 제13대 황광희 : 2022년 2월 28일 ~ 2023년 2월 24일 (1년)

## 같이 보기
- 요리
- 음식

## 동일 소재 프로그램
- 한식탐험대 (KBS 시사교양본부 제작)
- 한국인의 밥상 (KBS 1TV)
- 신상출시 편스토랑, 백종원 클라쓰 (KBS 2TV)
- 찾아라! 맛있는 TV, 백파더: 요리를 멈추지 마!, 볼빨간 신선놀음, 로컬 식탁 (MBC TV)
- 결정 맛대맛, 백종원의 골목식당, 맛남의 광장, 식자회담 - 국가발전 프로젝트 (SBS TV)
- 우리가 아는 맛-알토란 (MBN)
- 식객 허영만의 백반기행 (TV조선)
- 삼시세끼, 백패커 (tvN)
- 맛있는 녀석들 (코미디TV)
- 노중훈의 여행의 맛 (MBC 표준FM)